# Malá Babia hora
Malá Babia hora ( polsky Mała Babia Góra (1514,8 m n. m.  ) je třetí nejvyšší vrchol Oravských Beskyd. Na polském území patří do Żywieckých Beskyd a je součástí národního parku.

## Poloha
Nachází se přibližně 2 km západně od Babej hory na polsko - slovenské hranici, v geomorfologickém podcelku Babia hora. Na slovenském území je začleněn do CHKO Horná Orava. Poloha v hřebeni pohoří vrch zařazuje do hraniční linie úmoří. Ze severních svahů voda odtéká do Visly a Baltského moře, z jižních svahů směřují řekou Orava, Váh a Dunaj do Černého moře. 

## Geologické podmínky
Vrch je součástí flyšového pásma Vnějších Západních Karpat. Je tvořen tzv. flyšem, střídáním pískovců a jílovců.

## Turistika
Malá Babia hora je díky své poloze častým cílem turistů. Přestože je tak trochu ve stínu Babiej hory, právě přes její vrchol vede hlavní turistický chodník na sousední dominantu. Na Malé Babiej hore se setkávají turistické chodníky z Oravské Polhory a hřebenem vedoucí chodník z Jaloveckého sedla. Východním směrem pak chodník pokračuje na vrchol Babí hory.
Díky vysoké nadmořské výšce poskytuje vrchol hory téměř kruhový výhled a při příznivém počasí vidět Babí horu, Pilsko, Tatry, Chočské vrchy či Malou Fatru.